# Jessie Barr
Jessie Barr (ur. 24 lipca 1989 w Waterford) – irlandzka lekkoatletka specjalizująca się w biegu na 400 metrów przez płotki. Okazjonalnie biega także w sztafecie 4 × 400 metrów. W przeszłości uprawiała trójskok oraz skok wzwyż.
Półfinalistka mistrzostw Europy juniorów z 2007. Bez powodzenia startowała w 2008 na juniorskich mistrzostwach świata. W 2011 zajęła 5. miejsce na młodzieżowych mistrzostwach Europy w Ostrawie. Ósma zawodniczka mistrzostw Starego Kontynentu z 2012. W tym samym roku reprezentowała Irlandię na igrzyskach olimpijskich w Londynie, na których odpadła w eliminacjach biegu rozstawnego 4 × 400 metrów.
Wielokrotna medalistka mistrzostw Irlandii oraz reprezentantka kraju w drużynowych mistrzostwach Europy.
Jej młodszym bratem jest Thomas Barr.

## Osiągnięcia
| Rok  | Impreza                              | Miejsce   | Konkurencja                     | Lokata     | Wynik   |
| ---- | ------------------------------------ | --------- | ------------------------------- | ---------- | ------- |
| 2007 | Mistrzostwa Europy juniorów          | Hengelo   | bieg na 400 metrów przez płotki | półfinał   | 60,88   |
| 2008 | Mistrzostwa świata juniorów          | Bydgoszcz | bieg na 400 metrów przez płotki | eliminacje | 60,00   |
| 2011 | I liga drużynowych mistrzostw Europy | Izmir     | bieg na 400 metrów przez płotki | eliminacje | 57,21   |
| 2011 | Młodzieżowe mistrzostwa Europy       | Ostrawa   | bieg na 400 metrów przez płotki | 5. miejsce | 56,62   |
| 2011 | Uniwersjada                          | Shenzhen  | bieg na 400 metrów przez płotki | eliminacje | 57,21   |
| 2012 | Mistrzostwa Europy                   | Helsinki  | bieg na 400 metrów przez płotki | 8. miejsce | 56,83   |
| 2012 | Igrzyska olimpijskie                 | Londyn    | sztafeta 4 × 400 metrów         | eliminacje | 3:30,55 |
| 2013 | I liga drużynowych mistrzostw Europy | Dublin    | bieg na 400 metrów przez płotki | 3. miejsce | 57,50   |
| 2013 | I liga drużynowych mistrzostw Europy | Dublin    | sztafeta 4 × 400 metrów         | 3. miejsce | 3:38,43 |

## Rekordy życiowe
- Bieg na 400 metrów – 53,68 (2012)
- Bieg na 400 metrów przez płotki – 55,93 (2012)

Do zawodniczki należy rekord Irlandii młodzieżowców w biegu na 400 metrów przez płotki (56,62).